# Almeria (Biliran)
Almeria è una municipalità di quinta classe delle Filippine, situata nella Provincia di Biliran, nella Regione del Visayas Orientale.
Almeria è formata da 13 baranggay:
- Caucab
- Iyosan
- Jamorawon
- Lo-ok
- Matanga
- Pili
- Poblacion
- Pulang Bato
- Salangi
- Sampao
- Tabunan
- Talahid
- Tamarindo